# جولین هوستمن
جولین هوستمن (به انگلیسی: Joline Höstman) (زادهٔ ۲۴ سپتامبر ۱۹۸۸) شناگر اهل سوئد است.